# Jean Le Noir (Maler)

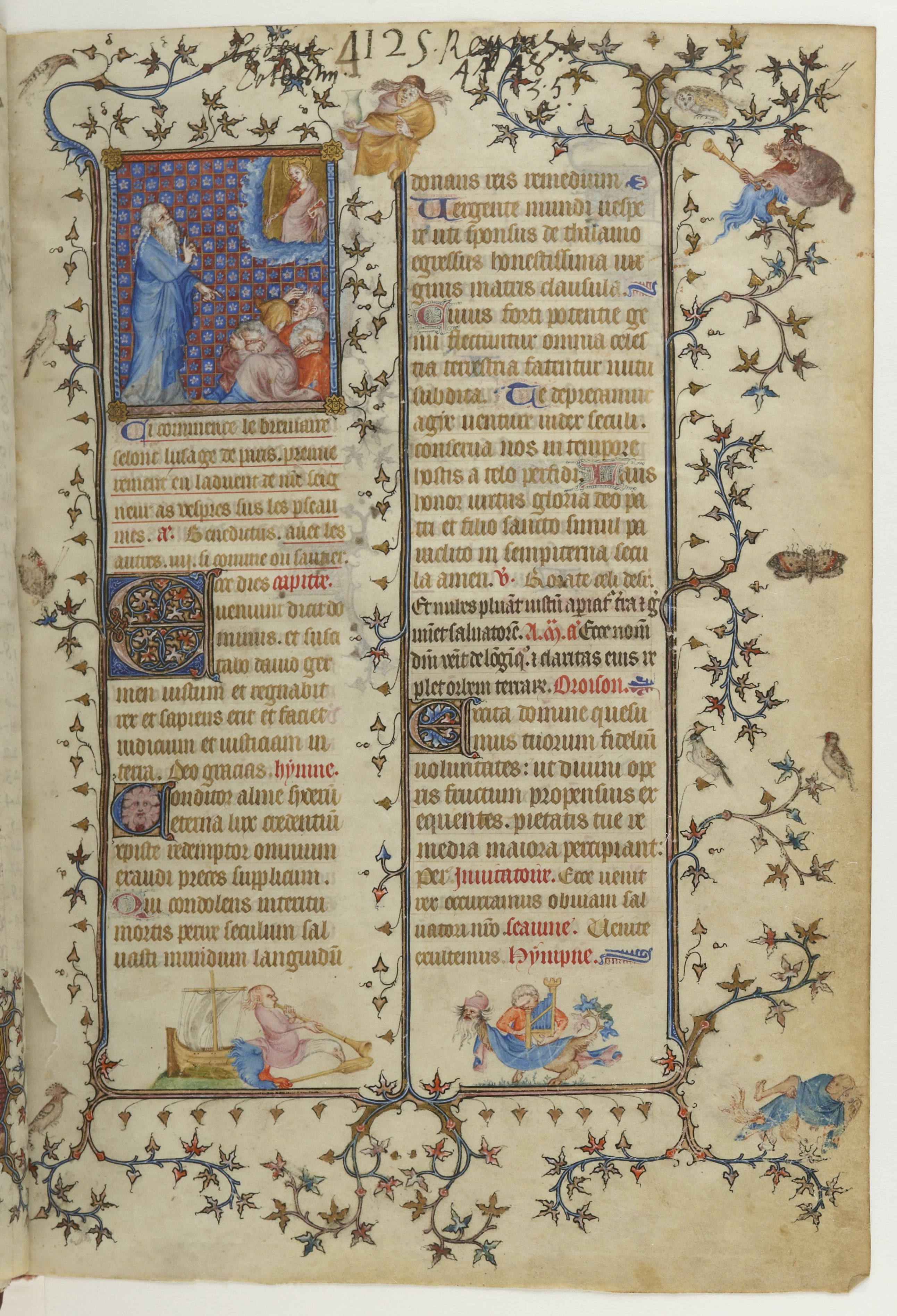
Jean Le Noir: Brevier Karls V. (folio 7r)

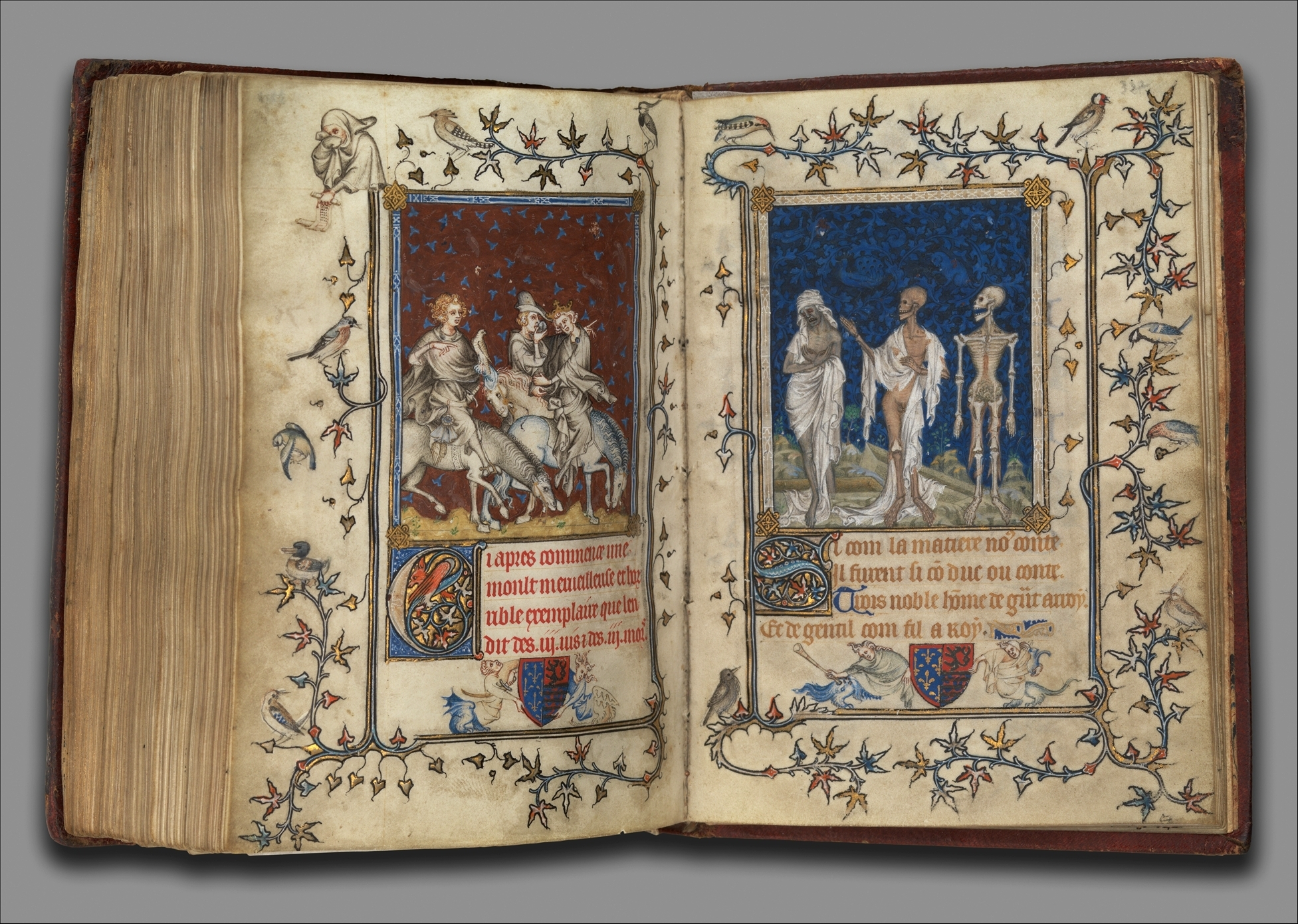
Jean und Bourgot Le Noir: Psalter der Jutta von Luxemburg

Jean Le Noir († nach 1375) war ein französischer Miniaturmaler und Illuminator.

## Wirken
Jean Le Noir war Schüler des Illuminators Jean Pucelle, dessen Tätigkeit von 1320 bis etwa 1334 nachgewiesen ist. Sein Werk, wie beispielsweise ein Brevier für König Karl V., weist auf die Schule Pucelles hin, die Dekorationen sind etwas jüngeren Datums, einige Seiten sind Kopien aus Pucelles Brevier von Belleville. Leroquais beurteilt die Feinheit und Eleganz als „unvergleichlich“. Le Noirs Schülerin und Mitarbeiterin war seine Tochter Bourgot Le Noir.
Jean Le Noir arbeitete in Paris und Bourges für den königlichen Hof. Auftraggeber waren König Johann II. der Gute und seine Ehefrau Jutta von Luxemburg. Zu seinen Hauptwerken, die er mit Bourgot schuf, gehört ein Psalter von 1349 für die Königin. Er gehört zur Sammlung des Metropolitan Museum of Art, The Cloisters (MS 69.86). Es ist jedoch schwierig, das Werk von Tochter und Vater zu unterscheiden.

## Werke (Auswahl)
- Brevier des Karl V., 1350–1380 (BNF, Latin 1052)[3]
- Erste Ausstattungskampagne im Stundenbuch des Jean de Valois, Duc de Berry, nach 1375 (BNF, Latin 18014)[4][5][6]

mit Bourgot Le Noir:
- Stundenbuch der Johanna II. von Navarra, 1336–1340 (BNF, NAL 3145)
- Psalter der Jutta von Luxemburg, 1348–1349 (Met, MS 69.86)
- Stundenbuch der Yolande von Flandern, 1353–1363 (BL, Yates Thompson, MS 27)